# 維爾卡河 (別列戈沃區)
維爾卡河（烏克蘭語：Вирка），是烏克蘭西部的河流，處於外喀爾巴阡州的貝雷霍韋區，流經貝雷霍韋，河道全長33公里，流域面積179平方公里。